# Carlo Giuseppe d'Asburgo-Lorena
Carlo Giuseppe d'Asburgo-Lorena, arciduca d'Austria (Vienna, 31 gennaio 1745 – Vienna, 18 gennaio 1761), è stato un arciduca d'Austria e principe d'Ungheria, figlio cadetto di Maria Teresa d'Austria e di Francesco Stefano I di Lorena, sacro romano imperatore.

## Biografia
Fu uno dei figli prediletti da Maria Teresa.
Aveva un carattere aperto, incline allo scherzo, ma affettuoso, che lo rendeva quindi beneamato da tutti, anche dalla cognata Isabella di Parma, moglie di suo fratello Giuseppe, il futuro Giuseppe II.
La sua morte a causa del vaiolo, all'età di 16 anni, gettò l'imperatrice in uno stato di profondo dolore e di preoccupazione per la salute della restante sua prole. Il vaiolo le aveva sottratto inesorabilmente anche altri figli, tanto che venne da lei definito come il "nemico ereditario della famiglia imperiale".
Morendo adolescente di vaiolo, si dice che abbia amaramente detto che la sua scomparsa risolveva molti problemi alla dinastia: infatti, intelligente e ambizioso com'era, non si sarebbe rassegnato alla parte di figlio cadetto.
Giuseppe II sarebbe succeduto ai genitori, ma senza lasciare eredi. Il trono austriaco sarebbe quindi spettato sicuramente a Carlo Giuseppe, se fosse sopravvissuto, cosa che avrebbe reso felice Maria Teresa, la quale non era mai andata d'accordo con il suo primo figlio maschio.

## Ascendenza
|                                               |                      |                                       | Genitori                                                     |  |  | Nonni |  |  | Bisnonni          |  |  | Trisnonni           |  |
|                                               |                      |                                       |                                                              |  |  |       |  |  | Carlo V di Lorena |  |  | Nicola II di Lorena |  |
|                                               |                      |                                       |                                                              |  |  |       |  |  | Carlo V di Lorena |  |  | Nicola II di Lorena |  |
|                                               |                      | Claudia Francesca di Lorena           |                                                              |  |  |       |  |  | Carlo V di Lorena |  |  |                     |  |
| Leopoldo di Lorena                            |                      |                                       |                                                              |  |  |       |  |  | Carlo V di Lorena |  |  |                     |  |
|                                               |                      | Eleonora Maria Giuseppina d'Austria   | Ferdinando III d'Asburgo                                     |  |  |       |  |  |                   |  |  |                     |  |
|                                               |                      | Eleonora Maria Giuseppina d'Austria   | Ferdinando III d'Asburgo                                     |  |  |       |  |  |                   |  |  |                     |  |
|                                               |                      | Eleonora Maria Giuseppina d'Austria   | Eleonora Gonzaga-Nevers                                      |  |  |       |  |  |                   |  |  |                     |  |
| Francesco Stefano di Lorena                   |                      | Eleonora Maria Giuseppina d'Austria   |                                                              |  |  |       |  |  |                   |  |  |                     |  |
|                                               |                      | Filippo I di Borbone-Orléans          | Luigi XIII di Francia                                        |  |  |       |  |  |                   |  |  |                     |  |
|                                               |                      | Filippo I di Borbone-Orléans          | Luigi XIII di Francia                                        |  |  |       |  |  |                   |  |  |                     |  |
|                                               |                      | Filippo I di Borbone-Orléans          | Anna d'Austria                                               |  |  |       |  |  |                   |  |  |                     |  |
| Elisabetta Carlotta di Borbone-Orléans        |                      | Filippo I di Borbone-Orléans          |                                                              |  |  |       |  |  |                   |  |  |                     |  |
|                                               |                      | Elisabetta Carlotta di Baviera        | Carlo I Luigi del Palatinato                                 |  |  |       |  |  |                   |  |  |                     |  |
|                                               |                      | Elisabetta Carlotta di Baviera        | Carlo I Luigi del Palatinato                                 |  |  |       |  |  |                   |  |  |                     |  |
|                                               |                      | Elisabetta Carlotta di Baviera        | Carlotta d'Assia-Kassel                                      |  |  |       |  |  |                   |  |  |                     |  |
| Carlo Giuseppe                                |                      | Elisabetta Carlotta di Baviera        |                                                              |  |  |       |  |  |                   |  |  |                     |  |
|                                               | Leopoldo I d'Asburgo | Ferdinando III d'Asburgo              |                                                              |  |  |       |  |  |                   |  |  |                     |  |
|                                               | Leopoldo I d'Asburgo | Ferdinando III d'Asburgo              |                                                              |  |  |       |  |  |                   |  |  |                     |  |
|                                               | Leopoldo I d'Asburgo | Maria Anna di Spagna                  |                                                              |  |  |       |  |  |                   |  |  |                     |  |
| Carlo VI d'Asburgo                            | Leopoldo I d'Asburgo |                                       |                                                              |  |  |       |  |  |                   |  |  |                     |  |
|                                               |                      | Eleonora del Palatinato-Neuburg       | Filippo Guglielmo del Palatinato                             |  |  |       |  |  |                   |  |  |                     |  |
|                                               |                      | Eleonora del Palatinato-Neuburg       | Filippo Guglielmo del Palatinato                             |  |  |       |  |  |                   |  |  |                     |  |
|                                               |                      | Eleonora del Palatinato-Neuburg       | Elisabetta Amalia d'Assia-Darmstadt                          |  |  |       |  |  |                   |  |  |                     |  |
| Maria Teresa d'Asburgo                        |                      | Eleonora del Palatinato-Neuburg       |                                                              |  |  |       |  |  |                   |  |  |                     |  |
|                                               |                      | Luigi Rodolfo di Brunswick-Lüneburg   | Antonio Ulrico di Brunswick-Lüneburg                         |  |  |       |  |  |                   |  |  |                     |  |
|                                               |                      | Luigi Rodolfo di Brunswick-Lüneburg   | Antonio Ulrico di Brunswick-Lüneburg                         |  |  |       |  |  |                   |  |  |                     |  |
|                                               |                      | Luigi Rodolfo di Brunswick-Lüneburg   | Elisabetta Giuliana di Schleswig-Holstein-Sonderburg-Norburg |  |  |       |  |  |                   |  |  |                     |  |
| Elisabetta Cristina di Brunswick-Wolfenbüttel |                      | Luigi Rodolfo di Brunswick-Lüneburg   |                                                              |  |  |       |  |  |                   |  |  |                     |  |
|                                               |                      | Cristina Luisa di Oettingen-Oettingen | Alberto Ernesto I di Oettingen-Oettingen                     |  |  |       |  |  |                   |  |  |                     |  |
|                                               |                      | Cristina Luisa di Oettingen-Oettingen | Alberto Ernesto I di Oettingen-Oettingen                     |  |  |       |  |  |                   |  |  |                     |  |
|                                               |                      | Cristina Luisa di Oettingen-Oettingen | Cristina Federica di Württemberg                             |  |  |       |  |  |                   |  |  |                     |  |
|                                               |                      | Cristina Luisa di Oettingen-Oettingen |                                                              |  |  |       |  |  |                   |  |  |                     |  |